# Scrooge: Karácsonyi ének
A Scrooge: Karácsonyi ének (eredeti cím: Scrooge: A Christmas Carol) 2022-ben megjelent angol-amerikai számítógépes animációs zenés-filmdráma, melyet Stephen Donnelly és Leslie Bricusse forgatókönyvéből Donnelly rendezett az 1970-es Scrooge című film alapján, amely Charles Dickens 1843-as Karácsonyi ének című regényén alapul. A szereplők hangjait Luke Evans, Olivia Colman, Jessie Buckley, Jonathan Pryce, Johnny Flynn, James Cosmo és Trevor Dion Nicholas szólaltatják meg.
2022. november 18-án került a mozikba, és ugyanezen év december 2-án a Netflixen is megjelent. A filmet Bricusse-nak szentelték, aki egy évvel a film bemutatása előtt halt meg. Általánosságban vegyes véleményeket kapott a kritikusoktól.

## Cselekmény
A történet karácsony este játszódik. Ebenezer Scrooge egy zsugori öreg üzletember, aki nagy vagyona ellenére semmit sem tud adni másoknak. Rosszul bánik családtagjaival és alkalmazottaival, és visszahúzódó, keserű életet él. Esténként elhunyt üzlettársa szelleme kísérti. A szellem azt mondja neki, hogy három másik kísértet fogja meglátogatni.
A szellemek későbbi látogatásai révén Scrooge megtisztul anyagias, önző életmódjától.

## Szereplők
| Szerep           | Eredeti hang         | Magyar hang         |
| ---------------- | -------------------- | ------------------- |
| Ebenezer Scrooge | Luke Evans           | Zöld Csaba          |
| Past             | Olivia Colman        | Pikali Gerda        |
| Bob Cratchit     | Johnny Flynn         | Szántó Balázs       |
| Jacob Marley     | Jonathan Pryce       | Fekete Zoltán       |
| Harry Huffman    | Fra Fee              | György-Rózsa Sándor |
| Present          | Trevor Dion Nicholas | Sándor Péter        |
| Tiny Tim         | Rupert Turnbull      | Bősz Mirkó          |
| Tom Jenkins      | Giles Terera         | Szabó Máté          |
| Isabel Fezziwig  | Jessie Buckley       | Széles Flóra        |
| Mr. Fezziwig     | James Cosmo          | Papp János          |

## Filmzene
| 1.    | I Love Christmas           | Fra Fee                     | 2:59 |
| 2.    | Christmas Children         | Johnny Flynn                | 3:29 |
| 3.    | Tell Me                    | Luke Evans                  | 3:26 |
| 4.    | Christmas Wishes           | Jemima Lucy Newman          | 2:17 |
| 5.    | Happiness                  | Luke Evans & Jessie Buckley | 3:49 |
| 6.    | Later Never Comes          | Luke Evans & Jessie Buckley | 4:27 |
| 7.    | I Like Life                | Trevor Don Nicholas         | 3:14 |
| 8.    | The Beautiful Day          | Oliver Jenkins              | 2:41 |
| 9.    | Thank You Very Much        | Giles Terera                | 3:55 |
| 10.   | I'll Begin Again           | Luke Evans                  | 3:44 |
| 11.   | I Love Christmas (zárócím) | Trevor Dion Nicholas        | 2:51 |
| 36:52 |                            |                             |      |

## Bemutató
2022. december 2-án jelent meg a Netflixen, miután az Egyesült Államokban 2022. november 18-án korlátozott számú moziforgalmazásba került.

## Fordítás
- Ez a szócikk részben vagy egészben  a   Scrooge: A Christmas Carol című angol Wikipédia-szócikk fordításán alapul.  Az eredeti cikk szerkesztőit annak laptörténete sorolja fel. Ez a jelzés csupán a megfogalmazás eredetét és a szerzői jogokat jelzi, nem szolgál a cikkben szereplő információk forrásmegjelöléseként.